# Vermilion (Ohio)
Vermilion is een plaats (city) in de Amerikaanse staat Ohio, en valt bestuurlijk gezien onder Erie County en Lorain County.

## Demografie
Bij de volkstelling in 2000 werd het aantal inwoners vastgesteld op 10.927.
In 2006 is het aantal inwoners door het United States Census Bureau geschat op 10.896, een daling van 31 (-0.3%).

## Geografie
Volgens het United States Census Bureau beslaat de plaats een oppervlakte van
28,0 km², waarvan 27,9 km² land en 0,1 km² water.

## Plaatsen in de nabije omgeving
De onderstaande figuur toont nabijgelegen plaatsen in een straal van 20 km rond Vermilion.